# Lemula densepunctata
Lemula densepunctata là một loài bọ cánh cứng trong họ Cerambycidae.